# Japán az 1976. évi nyári olimpiai játékokon
Japán a kanadai Montréalban megrendezett 1976. évi nyári olimpiai játékok egyik részt vevő nemzete volt. Az országot az olimpián 20 sportágban 213 sportoló képviselte, akik összesen 25 érmet szereztek.

## Érmesek
| Érem  | Versenyző | Sportág    | Versenyszám            |
| ----- | --- | ---------- | ---------------------- |
| Arany | Takada Júdzsi | Birkózás   | Szabadfogás, 52 kg     |
| Arany | Date Dzsiicsiró | Birkózás   | Szabadfogás, 74 kg     |
| Arany | Szonoda Iszamu | Cselgáncs  | Férfi középsúly        |
| Arany | Ninomija Kazuhiro | Cselgáncs  | Férfi félnehézsúly     |
| Arany | Uemura Haruki | Cselgáncs  | Férfi nyílt            |
| Arany | Nemzeti válogatott Arakida Júko Iida Takako Kaneszaka Kacuko Kató Kijomi Maeda Ecsiko Macuda Noriko Okamoto Mariko Sirai Takako Takajanagi Sóko Jano Hiromi Jokojama Dzsuri Josida Mariko | Röplabda   | Női                    |
| Arany | Kató Szavao | Torna      | Férfi korlát           |
| Arany | Cukahara Micuo | Torna      | Férfi nyújtó           |
| Arany | Cukahara Micuo Fudzsimoto Sun Igarasi Hiszato Kadzsijama Hirosi Kató Szavao Kenmocu Eizó                                                                                                  | Torna      | Férfi csapat összetett |
| Ezüst | Kuramoto Kódzsi | Cselgáncs  | Férfi váltósúly        |
| Ezüst | Micsinaga Hirosi | Íjászat    | Férfi egyéni           |
| Ezüst | Cukahara Micuo | Torna      | Férfi ugrás            |
| Ezüst | Kenmocu Eizó | Torna      | Férfi nyújtó           |
| Ezüst | Kenmocu Eizó | Torna      | Férfi lólengés         |
| Ezüst | Kató Szavao | Torna      | Férfi egyéni összetett |
| Bronz | Hirajama Kóicsiró | Birkózás   | Kötöttfogás, 52 kg     |
| Bronz | Kudó Akira | Birkózás   | Szabadfogás, 48 kg     |
| Bronz | Arai Maszao | Birkózás   | Szabadfogás, 57 kg     |
| Bronz | Szugavara Jaszaburó | Birkózás   | Szabadfogás, 68 kg     |
| Bronz | Endó Szumio | Cselgáncs  | Férfi nehézsúly        |
| Bronz | Andó Kenkicsi | Súlyemelés | 56 kg                  |
| Bronz | Hirai Kazumasza | Súlyemelés | 60 kg                  |
| Bronz | Kadzsijama Hirosi | Torna      | Férfi ugrás            |
| Bronz | Cukahara Micuo | Torna      | Férfi korlát           |
| Bronz | Cukahara Micuo | Torna      | Férfi egyéni összetett |

## Atlétika
Férfi
| Versenyző          | Versenyszám     | Előfutam | Előfutam | Előfutam | Negyeddöntő | Negyeddöntő | Negyeddöntő | Elődöntő | Elődöntő | Elődöntő | Döntő   | Döntő    |
| Versenyző          | Versenyszám     | Idő      | Hely.    | Össz.    | Idő         | Hely.       | Össz.       | Idő      | Hely.    | Össz.    | Idő     | Helyezés |
| ------------------ | --------------- | -------- | -------- | -------- | ----------- | ----------- | ----------- | -------- | -------- | -------- | ------- | -------- |
| Dzsinno Maszahide  | 100 m           | 10,94    | 6.       | 50.      | kiesett     | kiesett     | kiesett     | kiesett  | kiesett  | kiesett  | kiesett | kiesett  |
| Kamata Tosiaki     | 5000 m          | 13:38,22 | 8.       | 18.      |             |             |             |          |          |          | kiesett | kiesett  |
| Kamata Tosiaki     | 10 000 m        | 28:36,21 | 7.       | 21.      |             |             |             |          |          |          | kiesett | kiesett  |
| Kojama Takaharu    | 3000 m akadály  | 8:37,28  | 9.       | 17.      |             |             |             |          |          |          | kiesett | kiesett  |
| Mizukami Norijaszu | Maraton         |          |          |          |             |             |             |          |          |          | 2:18:44 | 21.      |
| Szó Sigeru         | Maraton         |          |          |          |             |             |             |          |          |          | 2:18:26 | 20.      |
| Uszami Akio        | Maraton         |          |          |          |             |             |             |          |          |          | 2:22:29 | 32.      |
| Morikava Josio     | 20 km gyaloglás |          |          |          |             |             |             |          |          |          | 1:42:20 | 34.      |

| Versenyző         | Versenyszám   | Selejtező                | Selejtező                | Döntő    | Döntő    |
| Versenyző         | Versenyszám   | Eredmény                 | Helyezés                 | Eredmény | Helyezés |
| ----------------- | ------------- | ------------------------ | ------------------------ | -------- | -------- |
| Fukura Kacumi     | Magasugrás    | 213 cm                   | 17.*                     | kiesett  | kiesett  |
| Kosikava Kazunori | Magasugrás    | 213 cm                   | 19.                      | kiesett  | kiesett  |
| Ivama Josiomi     | Rúdugrás      | érvényes kísérlet nélkül | érvényes kísérlet nélkül | kiesett  | kiesett  |
| Takanezava Icuo   | Rúdugrás      | 510 cm                   | 12.**                    | 540 cm   | 8.       |
| Inoue Tosiaki     | Hármasugrás   | 16,06 m                  | 16.                      | kiesett  | kiesett  |
| Murofusi Sigenobu | Kalapácsvetés | 68,84 m                  | 11.                      | 68,88 m  | 11.      |

Női
| Versenyző    | Versenyszám | Selejtező | Selejtező | Döntő    | Döntő    |
| Versenyző    | Versenyszám | Eredmény  | Helyezés  | Eredmény | Helyezés |
| ------------ | ----------- | --------- | --------- | -------- | -------- |
| Szone Mikiko | Magasugrás  | 170 cm    | 27.**     | kiesett  | kiesett  |
| Avara Szumie | Távolugrás  | 604 cm    | 21.       | kiesett  | kiesett  |

* - egy másik versenyzővel azonos eredményt ért el

** - három másik versenyzővel azonos eredményt ért el

## Birkózás
Kötöttfogású
| Versenyző         | Versenyszám | 1. forduló                                     | 2. forduló                                  | 3. forduló                            | 4. forduló                    | 5. forduló                         | 6. forduló        | 7. forduló                    | Döntő                                                                                             | Helyezés    |
| Versenyző         | Versenyszám | Ellenfél Eredmény                              | Ellenfél Eredmény                           | Ellenfél Eredmény                     | Ellenfél Eredmény             | Ellenfél Eredmény                  | Ellenfél Eredmény | Ellenfél Eredmény             | Ellenfél Eredmény                                                                                 | Helyezés    |
| ----------------- | ----------- | ---------------------------------------------- | ------------------------------------------- | ------------------------------------- | ----------------------------- | ---------------------------------- | ----------------- | ----------------------------- | ------------------------------------------------------------------------------------------------- | ----------- |
| Morivaki Josite   | 48 kg       | Gheorghe Berceanu (ROU) · 3-4                  | Khalil Zadeh (IRI) · kétvállas              | Sirvano Valdes (CUB) · kétvállas      | Mitchell Kawasaki (CAN) · 8-4 | Alekszej Sumakov (URS) · kétvállas |                   |                               | kiesett                                                                                           | 4.          |
| Hirajama Kóicsiró | 52 kg       | Bilal Tabur (TUR) · kizárták                   | Mohamed Karmous (MAR) · visszalépett        | Morad Ali Shiran (IRI) · 12-15        | Rácz Lajos (HUN) · 5-2        | Nicu Gingă (ROU) · kizárták        |                   |                               | 1. mérkőzés · Vitalij Konsztantyinyov (URS) · 6-3 · Hozott eredmény · Nicu Gingă (ROU) · kizárták |             |
| Szuga Josima      | 57 kg       | An Hanjong (An Han-yeong) (KOR) · 6-5          | Józef Lipień (POL) · 12-16                  | Josef Krysta (TCH) · 9-6              | Joseph Sade (USA) · kétvállas | Ivica Frgić (YUG) · 4-9            |                   |                               | kiesett                                                                                           | 4.          |
| Mijahara Teruhiko | 62 kg       | Domenico Giuffrida (ITA) · 19-5                | Howard Stupp (CAN) · 30-4                   | Gholam Reza Ghassab (IRI) · kétvállas | Réczi László (HUN) · 6-8      | Ion Păun (ROU) · 6-2               | erőnyerő          | Nelszon Davigyan (URS) · 4-20 | kiesett                                                                                           | 4.          |
| Kobajasi Takesi   | 68 kg       | Kim Hemjong (Kim Hae-myeong) (KOR) · kétvállas | John McPhedran (CAN) · 18-2                 | Ştefan Rusu (ROU) · kizárták          | kiesett                       | kiesett                            | kiesett           |                               | kiesett                                                                                           | helyezetlen |
| Nagatomo Jaszuo   | 74 kg       | Jamszjing Davaazsan (MGL) · feladta (sérülés)  | Gheorghe Ciobotaru (ROU) · kizárták         | Jan Karlsson (SWE) · 5-10             | kiesett                       | kiesett                            |                   |                               | kiesett                                                                                           | helyezetlen |
| Takanisi Kazuhiro | 82 kg       | Vlagyimir Csebokszarov (URS) · kétvállas       | Houshang Montazeralzohour (IRI) · kétvállas | Daniel Chandler (USA) · kétvállas     | Keijo Manni (FIN) · 15-6      | Leif Andersson (SWE) · kétvállas   | kiesett           |                               | kiesett                                                                                           | 6.          |
| Szató Szadao      | 90 kg       | Fred Theobald (FRG) · kétvállas                | Czesław Kwieciński (POL) · kétvállas        | Valerij Rezancev (URS) · kétvállas    | kiesett                       | kiesett                            |                   |                               | kiesett                                                                                           | 7.          |
| Akijama Jaszunari | 100 kg      | Fredi Albrecht (GDR) · kizárták                | Tore Hem (NOR) · kétvállas                  | kiesett                               | kiesett                       |                                    |                   |                               | kiesett                                                                                           | helyezetlen |
| Macunaga Szeidzsi | +100 kg     | Mamadou Sakho (SEN) · kizárták                 | William Lee (USA) · kizárták                | kiesett                               | kiesett                       |                                    |                   |                               | kiesett                                                                                           | helyezetlen |

Szabadfogású
| Versenyző           | Versenyszám | 1. forduló                           | 2. forduló                          | 3. forduló                             | 4. forduló                                  | 5. forduló                            | 6. forduló                       | Döntő | Helyezés    |
| Versenyző           | Versenyszám | Ellenfél Eredmény                    | Ellenfél Eredmény                   | Ellenfél Eredmény                      | Ellenfél Eredmény                           | Ellenfél Eredmény                     | Ellenfél Eredmény                | Ellenfél Eredmény                                                                                           | Helyezés    |
| ------------------- | ----------- | ------------------------------------ | ----------------------------------- | -------------------------------------- | ------------------------------------------- | ------------------------------------- | -------------------------------- | --- | ----------- |
| Kudó Akira          | 48 kg       | Claudio Pollio (ITA) · kétvállas     | Jürgen Möbius (GDR) · kizárták      | erőnyerő                               | Willi Heckmann (FRG) · 25-2                 | Ri Jongnam (Li Yong-Nam) (PRK) · 16-2 |                                  | 1. mérkőzés · Roman Dmitrijev (URS) · kizárták · 2. mérkőzés · Haszan Iszaev (BUL) · kizárták               |             |
| Takada Júdzsi       | 52 kg       | Gordon Bertie (CAN) · kétvállas      | Kamil Özdağ (TUR) · kétvállas       | Julien Mewis (BEL) · kétvállas         | Władysław Stecyk (POL) · kétvállas          | Gál Henrik (HUN) · kétvállas          |                                  | 1. mérkőzés · Alekszandr Ivanov (URS) · 20-11 · 2. mérkőzés · Cson Heszop (Jeon Hae-Seop) (KOR) · kétvállas |             |
| Arai Maszao         | 57 kg       | Miho Dukov (BUL) · 13-9              | Ditta Allah (PAK) · kétvállas       | Joe Corso (USA) · kétvállas            | Ri Hophjong (Li Ho-Pyong) (PRK) · 18-7      | Vlagyimir Jumin (URS) · 5-11          | Megdiin Khoilogdorj (MGL) · 22-3 | 1. mérkőzés · Hans-Dieter Brüchert (GDR) · 7-10 · Hozott eredmény · Vlagyimir Jumin (URS) · 5-11            |             |
| Maekava Kenkicsi    | 62 kg       | Petre Coman (ROU) · 8-4              | Mohsen Farahvash (IRI) · 4-4        | erőnyerő                               | Ivan Jankov (BUL) · kizárták                | kiesett                               | kiesett                          | kiesett | 7.          |
| Szugavara Jaszaburó | 68 kg       | Mehmet Sarı (TUR) · 8-7              | Šaban Szejdi (YUG) · kétvállas      | Lloyd Keaser (USA) · kizárták          | Mohamed Reza Navaie (IRI) · 16-1            | erőnyerő                              | Pavel Pinyigin (URS) · 5-5       | Hozott eredmény · Lloyd Keaser (USA) · kizárták · Hozott eredmény · Pavel Pinyigin (URS) · 5-5              |             |
| Date Dzsiicsiró     | 74 kg       | Dennis Herrick (PUR) · kétvállas     | Zevegiin Düvchin (MGL) · kétvállas  | Fred Hempel (GDR) · kétvállas          | Ju Dzsegvon (Yu Jae-Gwon) (KOR) · kétvállas | Marin Pîrcălabu (ROU) · kétvállas     |                                  | 2. mérkőzés · Stanley Dziedzic (USA) · 10-5 · 3. mérkőzés · Manszur Barzegar (IRI) · kétvállas              |             |
| Motegi Maszaru      | 82 kg       | Iszmail Abilov (BUL) · kétvállas     | David Aspin (NZL) · kétvállas       | Chimidiin Gochoosüren (MGL) · kizárták | Viktor Novozsilov (URS) · kétvállas         | kiesett                               | kiesett                          | kiesett | 8.          |
| Jacu Josiaki        | 90 kg       | Ali Reza Soleimani (IRI) · kétvállas | İsmail Temiz (TUR) · 13-7           | Ben Peterson (USA) · 2-19              | Stelian Morcov (ROU) · kizárták             | kiesett                               | kiesett                          | kiesett | helyezetlen |
| Simizu Kazuo        | 100 kg      | Reza Sokhtesaraie (IRI) · 8-6        | Russell Hellickson (USA) · kizárták | Hans-Peter Stratz (FRG) · kétvállas    | Dimo Kosztov (BUL) · 6-9                    | kiesett                               |                                  | kiesett | 6.          |
| Iszogai Jorihide    | +100 kg     | Carlos Braconi (ARG) · kétvállas     | Harry Geris (CAN) · 10-13           | Mamadou Sakho (SEN) · kétvállas        | Balla József (HUN) · kétvállas              | kiesett                               | kiesett                          | kiesett | 6.          |

## Cselgáncs
| Versenyző         | Versenyszám  | Csoport | Selejtező         | 32-es főtábla                          | Nyolcaddöntő                            | Negyeddöntő                                 | Elődöntő                      | Vigaszág negyeddöntő                   | Vigaszág elődöntő            | Bronz- mérkőzés         | Döntő                         | Helyezés |
| Versenyző         | Versenyszám  | Csoport | Ellenfél Eredmény | Ellenfél Eredmény                      | Ellenfél Eredmény                       | Ellenfél Eredmény                           | Ellenfél Eredmény             | Ellenfél Eredmény                      | Ellenfél Eredmény            | Ellenfél Eredmény       | Ellenfél Eredmény             | Helyezés |
| ----------------- | ------------ | ------- | ----------------- | -------------------------------------- | --------------------------------------- | ------------------------------------------- | ----------------------------- | -------------------------------------- | ---------------------------- | ----------------------- | ----------------------------- | -------- |
| Minami Josiharu   | Könnyűsúly   | A       |                   | Dionisio Joseph (GUY) · nem vett részt | Yves Delvingt (FRA) · V                 | kiesett                                     | kiesett                       |                                        |                              |                         |                               | 12.      |
| Kuramoto Kódzsi   | Váltósúly    | A       |                   | António Roquete (POR) · GY             | Juan Carlos Rodríguez (ESP) · GY        | Vaccinuf Morrison (GBR) · GY                | Patrick Vial (FRA) · GY       |                                        |                              |                         | Vlagyimir Nyevzorov (URS) · V |          |
| Szonoda Iszamu    | Középsúly    | B       |                   | Paul Buganey (AUS) · GY                | Csong Incshol (Jong In-Chol) (PRK) · GY | Pak Jongcshol (Park Yeong-cheol) (KOR) · GY | Fred Marhenke (FRG) · GY      |                                        |                              |                         | Valerij Dvojnyikov (URS) · GY |          |
| Ninomija Kazuhiro | Félnehézsúly | B       | erőnyerő          | Fahed Salem (KUW) · GY                 | An Ungnam (An Ung-Nam) (PRK) · GY       | Dietmar Lorenz (GDR) · GY                   | Jörg Röthlisberger (SUI) · GY |                                        |                              |                         | Ramaz Harsiladze (URS) · GY   |          |
| Endó Szumio       | Nehézsúly    | A       |                   | Szerhij Novikov (URS) · V              |                                         |                                             |                               | Pak Csonggil (Pak Jong-Gil) (PRK) · GY | Radomir Kovačević (YUG) · GY | Keith Remfry (GBR) · GY |                               |          |
| Uemura Haruki     | Nyílt        | A       |                   | erőnyerő                               | Pak Csonggil (Pak Jong-Gil) (PRK) · GY  | Jean-Luc Rougé (FRA) · GY                   | Sota Csocsisvili (URS) · GY   |                                        |                              |                         | Keith Remfry (GBR) · GY       |          |

## Evezés
Férfi
| Versenyző | Versenyszám | Előfutam | Előfutam | Vigaszág | Vigaszág | Döntő | Döntő   | Döntő | Helyezés |
| Versenyző | Versenyszám | Idő      | Hely.    | Idő      | Hely.    | Típus | Idő     | Hely. | Helyezés |
| --- | ----------- | -------- | -------- | -------- | -------- | ----- | ------- | ----- | -------- |
| Mijagava Sigeru Kitaura Toshihai Jamamoto Maszanobu Murajama Takasi Toriba Hirosi Kanejaszu Kendzsi Iszo Tomiaki Mataki Siró Kakisita Akio (kormányos) | Nyolcas     | 6:08,11  | 6.       | 6:11,06  | 5.       | B     | 6:33,33 | 5.    | 11.      |

## Íjászat
| Versenyző           | Versenyszám  | 1. forduló | 1. forduló | 2. forduló | 2. forduló | Összesítés | Összesítés |
| Versenyző           | Versenyszám  | Pont       | Hely.      | Pont       | Hely.      | Pont       | Helyezés   |
| ------------------- | ------------ | ---------- | ---------- | ---------- | ---------- | ---------- | ---------- |
| Micsinaga Hirosi    | Férfi egyéni | 1226       | 3.         | 1276       | 2.         | 2502       |            |
| Nisi Takanobu       | Férfi egyéni | 1191       | 10.        | 1231       | 9.         | 2422       | 8.         |
| Jamazaki Kjóko      | Női egyéni   | 1060       | 26.        | 1034       | 26.        | 2094       | 26.        |
| Szató-Hokari Minako | Női egyéni   | 1128       | 17.        | 1180       | 13.        | 2308       | 14.        |

## Kajak-kenu
Férfi
| Versenyző                   | Versenyszám        | Előfutam | Előfutam | Előfutam | Vigaszág | Vigaszág | Vigaszág | Elődöntő | Elődöntő | Elődöntő | Döntő   | Döntő    |
| Versenyző                   | Versenyszám        | Idő      | Hely.    | Össz.    | Idő      | Hely.    | Össz.    | Idő      | Hely.    | Össz.    | Idő     | Helyezés |
| --------------------------- | ------------------ | -------- | -------- | -------- | -------- | -------- | -------- | -------- | -------- | -------- | ------- | -------- |
| Ogata Acunobu               | Kenu egyes 500 m   | 2:14,55  | 4.       | 9.       | 2:11,66  | 4.       | 8.       | kiesett  | kiesett  | kiesett  | kiesett | kiesett  |
| Nakanisi Micuo              | Kenu egyes 1000 m  | 4:52,59  | 8.       | 15.      | 4:40,96  | 5.       | 9.       | kiesett  | kiesett  | kiesett  | kiesett | kiesett  |
| Hata Micuhide Ogata Acunobu | Kenu kettes 500 m  | 2:09,32  | 8.       | 13.      | kizárták | kizárták | kizárták | kiesett  | kiesett  | kiesett  | kiesett | kiesett  |
| Hata Micuhide Ogata Acunobu | Kenu kettes 1000 m | 4:05,78  | 6.       | 13.      | 3:52,97  | 3.       | 5.       | 4:14,75  | 4.       | 12.      | kiesett | kiesett  |

## Kerékpározás

### Pálya-kerékpározás
| Versenyző    | Versenyszám  | 1. forduló                   | 1. forduló | Vigaszág             | Vigaszág | Nyolcaddöntő                                        | Nyolcaddöntő | Vigaszág selejtező     | Vigaszág selejtező | Vigaszág döntő       | Vigaszág döntő | Negyeddöntő                              | 5–8. helyért                                                       | 5–8. helyért | Elődöntő             | Döntő                | Helyezés |
| Versenyző    | Versenyszám  | Ellenfél Győztes idő         | Hely.      | Ellenfél Győztes idő | Hely.    | Ellenfelek Győztes idő                              | Hely.        | Ellenfelek Győztes idő | Hely.              | Ellenfél Győztes idő | Hely.          | Ellenfél Győztes idő                     | Ellenfelek Győztes idő                                             | Hely.        | Ellenfél Győztes idő | Ellenfél Győztes idő | Helyezés |
| ------------ | ------------ | ---------------------------- | ---------- | -------------------- | -------- | --------------------------------------------------- | ------------ | ---------------------- | ------------------ | -------------------- | -------------- | ---------------------------------------- | ------------------------------------------------------------------ | ------------ | -------------------- | -------------------- | -------- |
| Csó Josikazu | Férfi egyéni | Niels Fredborg (DEN) · 11,21 | 1.         |                      |          | Serhiy Kravtsov (URS) · Klaas Pieters (NED) · 11,28 | 1.           |                        |                    |                      |                | Hans-Jürgen Geschke (GDR) · 12,14, 12,44 | Serhiy Kravtsov (URS) · Niels Fredborg (DEN) · Giorgio Rossi (ITA) | 2.           |                      |                      | 6.       |

Időfutam
| Versenyző    | Versenyszám  | Idő      | Helyezés |
| ------------ | ------------ | -------- | -------- |
| Csó Josikazu | Férfi egyéni | 1:09,664 | 17.      |

Üldözőversenyek
| Versenyző                                                            | Versenyszám  | Selejtező | Selejtező | Nyolcaddöntő                    | Nyolcaddöntő | Nyolcaddöntő | Negyeddöntő  | Negyeddöntő | Negyeddöntő | Elődöntő     | Elődöntő  | Elődöntő | Döntő        | Döntő     | Helyezés |
| Versenyző                                                            | Versenyszám  | Idő       | Hely.     | Ellenfél Idő                    | Saját idő    | Hely.        | Ellenfél Idő | Saját idő   | Hely.       | Ellenfél Idő | Saját idő | Hely.    | Ellenfél Idő | Saját idő | Helyezés |
| -------------------------------------------------------------------- | ------------ | --------- | --------- | ------------------------------- | ------------ | ------------ | ------------ | ----------- | ----------- | ------------ | --------- | -------- | ------------ | --------- | -------- |
| Macsisima Jóicsi                                                     | Férfi egyéni | 4:59,20   | 14.       | Herman Ponsteen (NED) · 4:47,18 | lekörözték   | 15.          | kiesett      | kiesett     | kiesett     | kiesett      | kiesett   | kiesett  | kiesett      | kiesett   | 15.      |
| Macsisima Jóicsi Ogaszavara Josiaki Ogaszavara Tadasi Okabori Cutomu | Férfi csapat | 4:37,03   | 14.       |                                 |              |              | kiesett      | kiesett     | kiesett     | kiesett      | kiesett   | kiesett  | kiesett      | kiesett   | 14.      |

## Kézilabda

### Férfi
| Japán férfi kézilabdacsapat-játékoskeret                                                               | Japán férfi kézilabdacsapat-játékoskeret                                                        |
| --- | ----------------------------------------------------------------------------------------------- |
| - Fudzsinaka Kendzsi - Gamó Szeimei - Hanava Hirosi - Honda Hirosi - Hozumi Tojohiko - Kikucsi Szatosi | - Kino Minoru - Macubara Kózó - Nakai Takezó - Szaszaki Kenicsi - Szató Jódzsi - Sibata Maszaki |

#### Eredmények
Csoportkör
A csoport
| Csapat            | M | Gy | D | V | G+  | G–  | Gk  | P |
| ----------------- | - | -- | - | - | --- | --- | --- | - |
| Szovjetunió (URS) | 5 | 4  | 0 | 1 | 111 | 77  | +34 | 8 |
| NSZK (FRG)        | 5 | 4  | 0 | 1 | 97  | 76  | +21 | 8 |
| Jugoszlávia (YUG) | 5 | 4  | 0 | 1 | 110 | 93  | +17 | 8 |
| Dánia (DEN)       | 5 | 2  | 0 | 3 | 92  | 102 | –10 | 4 |
| Japán (JPN)       | 5 | 1  | 0 | 4 | 96  | 111 | –15 | 2 |
| Kanada (CAN)      | 5 | 0  | 0 | 5 | 75  | 122 | –47 | 0 |

| 1976. július 18. | Szovjetunió (URS) | 26 – 16 | Japán (JPN)  | Montréal |
| 1976. július 18. | Csernisov 7       | (11–5)  | Fudzsinaka 6 | Montréal |
| 1976. július 18. |                   |         |              | Montréal |

| 1976. július 20. | NSZK (FRG) | 19 – 16 | Japán (JPN)  | Montréal |
| 1976. július 20. | Ehret 5    | (11–5)  | Fudzsinaka 6 | Montréal |
| 1976. július 20. |            |         |              | Montréal |

| 1976. július 22. | Dánia (DEN) | 21 – 17 | Japán (JPN) | Sherbrooke |
| 1976. július 22. | Larsen 7    | (8–11)  | Kino 5      | Sherbrooke |
| 1976. július 22. |             |         |             | Sherbrooke |

| 1976. július 24. | Jugoszlávia (YUG) | 26 – 22 | Japán (JPN)        | Sherbrooke |
| 1976. július 24. | Miljak 12         | (13–12) | Fudzsinaka, Gamó 6 | Sherbrooke |
| 1976. július 24. |                   |         |                    | Sherbrooke |

| 1976. július 26. | Japán (JPN)     | 25 – 19 | Kanada (CAN) | Québec |
| 1976. július 26. | három játékos 5 | (9–9)   | Ferdais 5    | Québec |
| 1976. július 26. |                 |         |              | Québec |

A 9. helyért
| 1976. július 27. | Japán (JPN)     | 27 – 20 | Egyesült Államok (USA) | Montréal |
| 1976. július 27. | három játékos 5 | (12–8)  | Randolph Dean 6        | Montréal |
| 1976. július 27. |                 |         |                        | Montréal |

| Csapat      | Helyezés |
| ----------- | -------- |
| Japán (JPN) | 9.       |

### Női
| Japán női kézilabdacsapat-játékoskeret                                                     | Japán női kézilabdacsapat-játékoskeret                                                        |
| ------------------------------------------------------------------------------------------ | --------------------------------------------------------------------------------------------- |
| - Hozumi Mihoko - Jamasita Emiko - Kató Mikiko - Kavada Eiko - Kino Nanami - Komori Kuriko | - Koszahara Hiroko - Kubo Tokuko - Kurata Terumi - Macusita Hitomi - Simada Nacue - Vada Sóko |

#### Eredmények
Csoportkör
| 1976. július 20. | Magyarország (HUN) | 25 – 18  | Japán (JPN) | Montréal |
| 1976. július 20. | Vadászné 7         | (10 – 7) | Macusita 3  | Montréal |
| 1976. július 20. |                    |          |             | Montréal |

| 1976. július 22. | NDK (GDR) | 24 – 10  | Japán (JPN) | Québec |
| 1976. július 22. | Richter 7 | (12 – 3) | Macusita 4  | Québec |
| 1976. július 22. |           |          |             | Québec |

| 1976. július 24. | Románia (ROU) | 21 – 20   | Japán (JPN) | Québec |
| 1976. július 24. | Arghir 5      | (13 – 11) | Kurata 7    | Québec |
| 1976. július 24. |               |           |             | Québec |

| 1976. július 26. | Szovjetunió (URS) | 31 – 9   | Japán (JPN) | Québec |
| 1976. július 26. | Subina 7          | (15 – 5) | Kurata 4    | Québec |
| 1976. július 26. |                   |          |             | Québec |

| 1976. július 28. | Japán (JPN) | 15 – 14  | Kanada (CAN)      | Montréal |
| 1976. július 28. | Kurata 9    | (7 – 11) | Lemaire, Valois 3 | Montréal |
| 1976. július 28. |             |          |                   | Montréal |

Végeredmény
| Helyezés | Csapat             | M | Gy | D | V | G+ | G–  | Gk  | P  |
| -------- | ------------------ | - | -- | - | - | -- | --- | --- | -- |
| Arany    | Szovjetunió (URS)  | 5 | 5  | 0 | 0 | 92 | 40  | +52 | 10 |
| Ezüst    | NDK (GDR)          | 5 | 3  | 1 | 1 | 89 | 47  | +42 | 7  |
| Bronz    | Magyarország (HUN) | 5 | 3  | 1 | 1 | 85 | 55  | +30 | 7  |
| 4.       | Románia (ROU)      | 5 | 2  | 0 | 3 | 73 | 83  | –10 | 4  |
| 5.       | Japán (JPN)        | 5 | 1  | 0 | 4 | 72 | 115 | –43 | 2  |
| 6.       | Kanada (CAN)       | 5 | 0  | 0 | 5 | 35 | 106 | –71 | 0  |

| Csapat      | Helyezés |
| ----------- | -------- |
| Japán (JPN) | 5.       |

## Kosárlabda

### Férfi
| Japán férfi kosárlabdacsapat-játékoskeret                                                                   | Japán férfi kosárlabdacsapat-játékoskeret                                                       |
| --- | ----------------------------------------------------------------------------------------------- |
| - Abe Sigeaki - Csigusza Nobuo - Fidzsimoto Jutaka - Hamagucsi Hideki - Kitahara Norihiko - Kuvata Kijohide | - Mori Szatosi - Numata Hirofumi - Szaitó Fumio - Simizu Sigeto - Jamamoto Kódzsi - Júki Sódzsi |

#### Eredmények
Csoportkör
A csoport
| Csapat            | M | Gy | V | P+  | P–  | Pk   | P  |
| ----------------- | - | -- | - | --- | --- | ---- | -- |
| Szovjetunió (URS) | 5 | 5  | 0 | 542 | 380 | +162 | 10 |
| Kanada (CAN)      | 5 | 4  | 1 | 446 | 416 | +30  | 9  |
| Kuba (CUB)        | 5 | 3  | 2 | 448 | 402 | +46  | 8  |
| Ausztrália (AUS)  | 5 | 2  | 3 | 472 | 481 | –9   | 7  |
| Mexikó (MEX)      | 5 | 1  | 4 | 461 | 511 | –50  | 6  |
| Japán (JPN)       | 5 | 0  | 5 | 370 | 549 | –179 | 5  |

| 1976. július 18. | Kanada (CAN) | 104 – 76 | Japán (JPN) |  |
| 1976. július 18. | (52–38)      |          |             |  |

| 1976. július 19. | Mexikó (MEX) | 108 – 90 | Japán (JPN) |  |
| 1976. július 19. | (57–41)      |          |             |  |

| 1976. július 21. | Japán (JPN) | 56 – 97 | Kuba (CUB) |  |
| 1976. július 21. | (20–44)     |         |            |  |

| 1976. július 23. | Japán (JPN) | 63 – 129 | Szovjetunió (URS) |  |
| 1976. július 23. | (37–61)     |          |                   |  |

| 1976. július 24. | Ausztrália (AUS) | 117 – 79 | Japán (JPN) |  |
| 1976. július 24. | (54–41)          |          |             |  |

A 9–11. helyért
| 1976. július 25. | Puerto Rico (PUR) | 111 – 91 | Japán (JPN) |  |
| 1976. július 25. | (59–44)           |          |             |  |

| Csapat      | Helyezés |
| ----------- | -------- |
| Japán (JPN) | 11.      |

### Női
| Japán női kosárlabdacsapat-játékoskeret                                                           | Japán női kosárlabdacsapat-játékoskeret                                                              |
| ------------------------------------------------------------------------------------------------- | --- |
| - Kadoja Kazuko - Hajasida Kazujo - Namai Keiko - Vakitasiro Kimi - Hasimoto Kimiko - Fukui Mieko | - Macuoka Miho - Szatake Miszako - Ócuka Mijako - Aonuma Reiko - Jamamoto Szacsijo - Mijamoto Teruko |

#### Eredmények
Csoportkör
| 1976. július 19. | Egyesült Államok (USA) | 71 – 84 | Japán (JPN) |  |
| 1976. július 19. | (42–49)                |         |             |  |

| 1976. július 20. | Japán (JPN) | 121 – 89 | Kanada (CAN) |  |
| 1976. július 20. | (56–41)     |          |              |  |

| 1976. július 22. | Japán (JPN) | 62 – 76 | Csehszlovákia (TCH) |  |
| 1976. július 22. | (26–32)     |         |                     |  |

| 1976. július 23. | Bulgária (BUL) | 66 – 63 | Japán (JPN) |  |
| 1976. július 23. | (33–37)        |         |             |  |

| 1976. július 26. | Szovjetunió (URS) | 98 – 75 | Japán (JPN) |  |
| 1976. július 26. | (52–34)           |         |             |  |

Végeredmény
| Helyezés | Csapat                 | M | Gy | V | P+  | P–  | Pk   | P  |
| -------- | ---------------------- | - | -- | - | --- | --- | ---- | -- |
| Arany    | Szovjetunió (URS)      | 5 | 5  | 0 | 504 | 346 | +158 | 10 |
| Ezüst    | Egyesült Államok (USA) | 5 | 3  | 2 | 415 | 417 | –2   | 8  |
| Bronz    | Bulgária (BUL)         | 5 | 3  | 2 | 365 | 377 | –12  | 8  |
| 4.       | Csehszlovákia (TCH)    | 5 | 2  | 3 | 351 | 359 | –8   | 7  |
| 5.       | Japán (JPN)            | 5 | 2  | 3 | 405 | 400 | +5   | 7  |
| 6.       | Kanada (CAN)           | 5 | 0  | 5 | 336 | 477 | –141 | 5  |

| Csapat      | Helyezés |
| ----------- | -------- |
| Japán (JPN) | 5.       |

## Lovaglás
Díjugratás
| Versenyző                                                            | Ló                                   | Versenyszám | 1. forduló | 1. forduló | 2. forduló | 2. forduló | Összesen | Összesen |
| Versenyző                                                            | Ló                                   | Versenyszám | Pont       | Hely.      | Pont       | Hely.      | Pont     | Helyezés |
| -------------------------------------------------------------------- | ------------------------------------ | ----------- | ---------- | ---------- | ---------- | ---------- | -------- | -------- |
| Higasira Hirokazu                                                    | Second Mate                          | Egyéni      | 20,00      | 30.        | kiesett    | kiesett    | 20,00    | 30.*     |
| Obata Rjúicsi                                                        | Manhattan                            | Egyéni      | 47,00      | 42.        | kiesett    | kiesett    | 47,00    | 42.      |
| Takeda Cunekazu                                                      | Fink                                 | Egyéni      | 33,00      | 39.        | kiesett    | kiesett    | 33,00    | 39.      |
| Higasira Hirokazu Szugitani Maszajaszu Obata Rjúicsi Takeda Cunekazu | Second Mate Mary Mary Manhattan Fink | Csapat      | 67,25      | 13.        | kiesett    | kiesett    | 67,25    | 13.      |

Lovastusa
| Versenyző                             | Ló                           | Versenyszám | Díjlovaglás | Díjlovaglás | Tereplovaglás | Tereplovaglás | Díjugratás | Díjugratás | Végeredmény | Végeredmény |
| Versenyző                             | Ló                           | Versenyszám | Bünt.       | Hely.       | Bünt.         | Hely.         | Bünt.      | Hely.      | Bünt.       | Helyezés    |
| ------------------------------------- | ---------------------------- | ----------- | ----------- | ----------- | ------------- | ------------- | ---------- | ---------- | ----------- | ----------- |
| Etó Kendzsi                           | Inter-Nihon                  | Egyéni      | 105,00      | 41.         | nem ért célba | nem ért célba | kiesett    | kiesett    | kiesett     | kiesett     |
| Isiguro Kenkicsi                      | Asodeska                     | Egyéni      | 90,84       | 25.         | kizárták      | kizárták      | kiesett    | kiesett    | kiesett     | kiesett     |
| Ueda Gen                              | Pontiff                      | Egyéni      | 82,91       | 15.         | nem ért célba | nem ért célba | kiesett    | kiesett    | kiesett     | kiesett     |
| Etó Kendzsi Isiguro Kenkicsi Ueda Gen | Inter-Nihon Asodeska Pontiff | Csapat      | 278,75      | 11.         | nem ért célba | nem ért célba | kiesett    | kiesett    | kiesett     | kiesett     |

* - öt másik versenyzővel azonos eredményt ért el

## Műugrás
Férfi
| Versenyző     | Versenyszám        | Selejtező | Selejtező | Döntő   | Döntő    |
| Versenyző     | Versenyszám        | Pont      | Helyezés  | Pont    | Helyezés |
| ------------- | ------------------ | --------- | --------- | ------- | -------- |
| Niside Josino | Egyéni toronyugrás | 450,75    | 16.       | kiesett | kiesett  |

Női
| Versenyző        | Versenyszám        | Selejtező | Selejtező | Döntő   | Döntő    |
| Versenyző        | Versenyszám        | Pont      | Helyezés  | Pont    | Helyezés |
| ---------------- | ------------------ | --------- | --------- | ------- | -------- |
| Jamanaka Rikiko  | Egyéni műugrás     | 381,96    | 18.       | kiesett | kiesett  |
| Jamanaka Rikiko  | Egyéni toronyugrás | 340,32    | 10.       | kiesett | kiesett  |
| Kakumaru Fuszako | Egyéni toronyugrás | 328,68    | 15.       | kiesett | kiesett  |
| Kakumaru Fuszako | Egyéni műugrás     | 330,54    | 24.       | kiesett | kiesett  |

## Ökölvívás
| Versenyző       | Versenyszám | Selejtező                           | 32-es főtábla                               | Nyolcaddöntő               | Negyeddöntő       | Elődöntő          | Döntő             | Helyezés |
| Versenyző       | Versenyszám | Ellenfél Eredmény                   | Ellenfél Eredmény                           | Ellenfél Eredmény          | Ellenfél Eredmény | Ellenfél Eredmény | Ellenfél Eredmény | Helyezés |
| --------------- | ----------- | ----------------------------------- | ------------------------------------------- | -------------------------- | ----------------- | ----------------- | ----------------- | -------- |
| Ucsijama Noboru | Papírsúly   |                                     | Brendan Dunne (IRL) · RSC                   | kiesett                    | kiesett           | kiesett           | kiesett           | 17.      |
| Koga Tosinori   | Légsúly     | erőnyerő                            | Virgilio Palomo (COL) · 5-0                 | Ramón Duvalón (CUB) · 0-5  | kiesett           | kiesett           | kiesett           | 9.       |
| Isigaki Hitosi  | Harmatsúly  | erőnyerő                            | Francisco Sánchez (DOM) · kizárták          | Viktor Ribakov (URS) · 0-5 | kiesett           | kiesett           | kiesett           | 9.       |
| Odagiri Jukio   | Pehelysúly  | erőnyerő                            | Ravsalyn Otgonbayar (MGL) · KO              | Juan Paredes (MEX) · 2-3   | kiesett           | kiesett           | kiesett           | 9.       |
| Szegava Jukio   | Könnyűsúly  | erőnyerő                            | Howard Davis (USA) · 0-5                    | kiesett                    | kiesett           | kiesett           | kiesett           | 15.      |
| Szeki Josifumi  | Váltósúly   | Mathias Sabo (NGR) · nem vett részt | Kim Dzsuszok (Kim Ju-Seok) (KOR) · kizárták | Carmen Rinke (CAN) · 1-4   | kiesett           | kiesett           | kiesett           | 9.       |

## Öttusa
| Versenyző                                 | Versenyszám | Lovaglás | Lovaglás | Lovaglás | Lovaglás | Vívás    | Vívás | Vívás | Lövészet | Lövészet | Lövészet | Úszás   | Úszás | Úszás | Futás   | Futás | Futás | Összesen    | Összesen |
| Versenyző                                 | Versenyszám | Idő      | Bünt.    | Pont     | Hely.    | Eredmény | Pont  | Hely. | Pontszám | Pont     | Hely.    | Idő     | Pont  | Hely. | Idő     | Pont  | Hely. | Összes pont | Helyezés |
| ----------------------------------------- | ----------- | -------- | -------- | -------- | -------- | -------- | ----- | ----- | -------- | -------- | -------- | ------- | ----- | ----- | ------- | ----- | ----- | ----------- | -------- |
| Kubo Akira                                | Egyéni      | 1:45,5   | 64       | 1036     | 26.      | 25–20    | 832   | 13.** | 185      | 802      | 36.      | 4:06,35 | 904   | 44.   | 13:33,9 | 1126  | 31.   | 4700        | 37.      |
| Kavazoe Hirojuki                          | Egyéni      | 1:55,0   | 32       | 1068     | 22.      | 19–26    | 688   | 35.** | 192      | 956      | 14.      | 4:14,24 | 840   | 45.   | 14:02,7 | 1039  | 44.   | 4591        | 40.      |
| Ucsida Sódzsi                             | Egyéni      | 1:52,4   | 32       | 1068     | 20.      | 21–24    | 736   | 28.*  | 180      | 692      | 43.      | 3:43,89 | 1084  | 33.   | 12:45,8 | 1270  | 5.    | 4850        | 31.      |
| Kubo Akira Kavazoe Hirojuki Ucsida Sódzsi | Csapat      |          |          | 3172     | 5.       |          | 2349  | 5.    |          | 2450     | 10.      |         | 2828  | 13.   |         | 3435  | 9.    | 14234       | 12.      |

* - egy másik versenyzővel azonos eredményt ért el

** - három másik versenyzővel azonos eredményt ért el

## Röplabda

### Férfi
| Japán férfi röplabdacsapat-játékoskeret                                                                | Japán férfi röplabdacsapat-játékoskeret                                                                 |
| --- | --- |
| - Oda Kacumi - Nekoda Kacutosi - Simaoka Kendzsi - Tanaka Mikijaszu - Óko Szeidzsi - Janagimoto Sóicsi | - Jokota Tadajosi - Marujama Takasi - Nisimoto Tecuo - Szató Tecuo - Jaszuda Jaszunori - Fukao Josihide |

#### Eredmények
Csoportkör
B csoport
|                   |                                                                   | Mérkőzések                                                        | Mérkőzések                                                        | Szettek                                                           | Szettek                                                           | Szettek                                                           | Pontok                                                            | Pontok                                                            | Pontok                                                            |
| Csapat            | Pont                                                              | Gy                                                                | V                                                                 | Sz+                                                               | Sz–                                                               | SzA                                                               | P+                                                                | P–                                                                | PA                                                                |
| ----------------- | ----------------------------------------------------------------- | ----------------------------------------------------------------- | ----------------------------------------------------------------- | ----------------------------------------------------------------- | ----------------------------------------------------------------- | ----------------------------------------------------------------- | ----------------------------------------------------------------- | ----------------------------------------------------------------- | ----------------------------------------------------------------- |
| Szovjetunió (URS) | 6                                                                 | 3                                                                 | 0                                                                 | 9                                                                 | 0                                                                 | MAX                                                               | 135                                                               | 63                                                                | 2,143                                                             |
| Japán (JPN)       | 5                                                                 | 2                                                                 | 1                                                                 | 6                                                                 | 3                                                                 | 2,000                                                             | 118                                                               | 89                                                                | 1,326                                                             |
| Brazília (BRA)    | 4                                                                 | 1                                                                 | 2                                                                 | 3                                                                 | 6                                                                 | 0,500                                                             | 118                                                               | 142                                                               | 0,831                                                             |
| Olaszország (ITA) | 3                                                                 | 0                                                                 | 3                                                                 | 2                                                                 | 9                                                                 | 0,222                                                             | 81                                                                | 158                                                               | 0,513                                                             |
| Egyiptom (EGY)    | Visszalépett, az egy lejátszott mérkőzésének eredményét törölték. | Visszalépett, az egy lejátszott mérkőzésének eredményét törölték. | Visszalépett, az egy lejátszott mérkőzésének eredményét törölték. | Visszalépett, az egy lejátszott mérkőzésének eredményét törölték. | Visszalépett, az egy lejátszott mérkőzésének eredményét törölték. | Visszalépett, az egy lejátszott mérkőzésének eredményét törölték. | Visszalépett, az egy lejátszott mérkőzésének eredményét törölték. | Visszalépett, az egy lejátszott mérkőzésének eredményét törölték. | Visszalépett, az egy lejátszott mérkőzésének eredményét törölték. |

| 1976. július 20. 21:30 | Japán (JPN)        | 3 – 0 | Olaszország (ITA) |  |
| 1976. július 20. 21:30 | (15–6, 15–2, 15–6) |       |                   |  |

| 1976. július 22. 13:00 | Brazília (BRA)      | 0 – 3 | Japán (JPN) |  |
| 1976. július 22. 13:00 | (13–15, 8–15, 9–15) |       |             |  |

| 1976. július 24. | Japán (JPN) | Egyiptom visszalépett | Egyiptom (EGY) |  |
| 1976. július 24. |             |                       |                |  |

| 1976. július 25. 21:30 | Szovjetunió (URS)   | 3 – 0 | Japán (JPN) |  |
| 1976. július 25. 21:30 | (15–9, 15–10, 15–9) |       |             |  |

Elődöntő
| 1976. július 29. 21:30 | Lengyelország (POL)               | 3 – 2 | Japán (JPN) |  |
| 1976. július 29. 21:30 | (15–17, 15–6, 15–6, 10–15, 15–10) |       |             |  |

Bronzmérkőzés
| 1976. július 30. 19:30 | Kuba (CUB)         | 3 – 0 | Japán (JPN) |  |
| 1976. július 30. 19:30 | (15–8, 15–9, 15–8) |       |             |  |

| Csapat      | Helyezés |
| ----------- | -------- |
| Japán (JPN) | 4.       |

### Női
| Japán női röplabdacsapat-játékoskeret                                                        | Japán női röplabdacsapat-játékoskeret                                                             |
| -------------------------------------------------------------------------------------------- | ------------------------------------------------------------------------------------------------- |
| - Arakida Júko - Iida Takako - Kaneszaka Kacuko - Kató Kijomi - Maeda Ecsiko - Macuda Noriko | - Okamoto Mariko - Sirai Takako - Takajanagi Sóko - Jano Hiromi - Jokojama Dzsuri - Josida Mariko |

#### Eredmények
Csoportkör
A csoport
|                    |      | Mérkőzések | Mérkőzések | Szettek | Szettek | Szettek | Pontok | Pontok | Pontok |
| Csapat             | Pont | Gy         | V          | Sz+     | Sz–     | SzA     | P+     | P–     | PA     |
| ------------------ | ---- | ---------- | ---------- | ------- | ------- | ------- | ------ | ------ | ------ |
| Japán (JPN)        | 6    | 3          | 0          | 9       | 0       | MAX     | 135    | 43     | 3,140  |
| Magyarország (HUN) | 5    | 2          | 1          | 6       | 5       | 1,200   | 120    | 132    | 0,909  |
| Peru (PER)         | 4    | 1          | 2          | 4       | 8       | 0,500   | 124    | 154    | 0,805  |
| Kanada (CAN)       | 3    | 0          | 3          | 3       | 9       | 0,333   | 113    | 163    | 0,693  |

| 1976. július 19. 15:30 | Magyarország (HUN) | 0 – 3 | Japán (JPN) |  |
| 1976. július 19. 15:30 | (6–15, 3–15, 4–15) |       |             |  |

| 1976. július 21. 15:30 | Peru (PER)         | 0 – 3 | Japán (JPN) |  |
| 1976. július 21. 15:30 | (7–15, 4–15, 9–15) |       |             |  |

| 1976. július 23. 19:30 | Japán (JPN)        | 3 – 0 | Kanada (CAN) |  |
| 1976. július 23. 19:30 | (15–6, 15–2, 15–2) |       |              |  |

Elődöntő
| 1976. július 29. 15:00 | Japán (JPN)         | 3 – 0 | Dél-Korea (KOR) |  |
| 1976. július 29. 15:00 | (15–13, 15–6, 15–5) |       |                 |  |

Döntő
| 1976. július 30. 15:00 | Japán (JPN)        | 3 – 0 | Szovjetunió (URS) |  |
| 1976. július 30. 15:00 | (15–7, 15–8, 15–2) |       |                   |  |

| Csapat      | Helyezés |
| ----------- | -------- |
| Japán (JPN) |          |

## Sportlövészet
Nyílt
| Versenyző         | Versenyszám           | Pont | Helyezés |
| ----------------- | --------------------- | ---- | -------- |
| Kamacsi Takeo     | Gyorstüzelő pisztoly  | 591  | 12.      |
| Kubo Kandzsi      | Gyorstüzelő pisztoly  | 586  | 20.      |
| Óhata Maszanobu   | Szabadpisztoly        | 545  | 28.      |
| Tasiro Sigetosi   | Szabadpisztoly        | 549  | 21.      |
| Hoszokava Szacsio | Sportpuska, fekvő     | 588  | 31.      |
| Macuo Kaoru       | Sportpuska, fekvő     | 580  | 68.      |
| Macuo Kaoru       | Sportpuska, összetett | 1119 | 41.      |
| Ozaki Micsiharu   | Sportpuska, összetett | 1115 | 44.      |
| Isige Tosijaszu   | Trap                  | 177  | 18.      |
| Macuoka Dzsicuka  | Trap                  | 178  | 16.      |
| Aszó Taró         | Skeet                 | 187  | 41.      |
| Kató Kazujo       | Skeet                 | 188  | 35.      |

## Súlyemelés
| Versenyző          | Versenyszám | Szakítás | Szakítás | Lökés                    | Lökés                    | Összesen | Helyezés |
| Versenyző          | Versenyszám | Eredmény | Helyezés | Eredmény                 | Helyezés                 | Összesen | Helyezés |
| ------------------ | ----------- | -------- | -------- | ------------------------ | ------------------------ | -------- | -------- |
| Horikosi Takesi    | 52 kg       | 100,0    | 5.       | érvényes kísérlet nélkül | érvényes kísérlet nélkül | kiesett  | kiesett  |
| Takeucsi Maszatomo | 52 kg       | 105,0    | 2.       | 127,5                    | 5.                       | 232,5    | 4.       |
| Andó Kenkicsi      | 56 kg       | 107,5    | 5.       | 142,5                    | 2.                       | 250,0    |          |
| Hoszotani Dzsiró   | 56 kg       | 100,0    | 12.      | érvényes kísérlet nélkül | érvényes kísérlet nélkül | kiesett  | kiesett  |
| Hirai Kazumasza    | 60 kg       | 125,0    | 2.       | 150,0                    | 5.                       | 275,0    |          |
| Szaitó Takasi      | 60 kg       | 110,0    | 9.       | 152,5                    | 3.                       | 262,5    | 4.       |
| Ono Júszaku        | 67,5 kg     | 125,0    | 12.      | érvényes kísérlet nélkül | érvényes kísérlet nélkül | kiesett  | kiesett  |
| Simaja Jacuo       | 67,5 kg     | 127,5    | 6.*      | 165,0                    | 3.                       | 292,5    | 5.       |
| Fudzsisiro Szueo   | 82,5 kg     | 140,0    | 8.       | 175,0                    | 8.                       | 315,0    | 7.       |

* - egy másik versenyzővel azonos eredményt ért el

## Torna
Férfi
| Versenyző                                                                                | Versenyszám      | Selejtező | Selejtező | Döntő        | Döntő        |
| Versenyző                                                                                | Versenyszám      | Pontszám  | Helyezés  | Pontszám     | Helyezés     |
| ---------------------------------------------------------------------------------------- | ---------------- | --------- | --------- | ------------ | ------------ |
| Cukahara Micuo                                                                           | Talaj            | 19,05     | 8.        | kiesett      | kiesett      |
| Cukahara Micuo                                                                           | Ugrás            | 19,30     | 4.        | 19,375       |              |
| Cukahara Micuo                                                                           | Korlát           | 19,35     | 3.        | 19,475       |              |
| Cukahara Micuo                                                                           | Nyújtó           | 19,65     | 1.        | 19,675       |              |
| Cukahara Micuo                                                                           | Gyűrű            | 19,20     | 9.        | kiesett      | kiesett      |
| Cukahara Micuo                                                                           | Lólengés         | 19,20     | 8.        | kiesett      | kiesett      |
| Cukahara Micuo                                                                           | Egyéni összetett | 115,75    | 3.        | 115,575      |              |
| Fudzsimoto Sun                                                                           | Talaj            | 18,85     | 14.       | kiesett      | kiesett      |
| Fudzsimoto Sun                                                                           | Ugrás            | 9,00      | 90.       | kiesett      | kiesett      |
| Fudzsimoto Sun                                                                           | Korlát           | 9,45      | 90.       | kiesett      | kiesett      |
| Fudzsimoto Sun                                                                           | Nyújtó           | 9,60      | 88.       | kiesett      | kiesett      |
| Fudzsimoto Sun                                                                           | Gyűrű            | 19,05     | 15.       | kiesett      | kiesett      |
| Fudzsimoto Sun                                                                           | Lólengés         | 18,60     | 29.       | kiesett      | kiesett      |
| Fudzsimoto Sun                                                                           | Egyéni összetett | 84,55     | 89.       | kiesett      | kiesett      |
| Igarasi Hiszato                                                                          | Talaj            | 18,45     | 29.       | kiesett      | kiesett      |
| Igarasi Hiszato                                                                          | Ugrás            | 18,90     | 19.       | kiesett      | kiesett      |
| Igarasi Hiszato                                                                          | Korlát           | 19,00     | 9.        | kiesett      | kiesett      |
| Igarasi Hiszato                                                                          | Nyújtó           | 19,45     | 3.        | kiesett      | kiesett      |
| Igarasi Hiszato                                                                          | Gyűrű            | 18,75     | 29.       | kiesett      | kiesett      |
| Igarasi Hiszato                                                                          | Lólengés         | 19,00     | 11.       | kiesett      | kiesett      |
| Igarasi Hiszato                                                                          | Egyéni összetett | 113,55    | 15.       | kiesett      | kiesett      |
| Kadzsijama Hirosi                                                                        | Talaj            | 18,95     | 12.       | kiesett      | kiesett      |
| Kadzsijama Hirosi                                                                        | Ugrás            | 19,35     | 2.        | 19,275       |              |
| Kadzsijama Hirosi                                                                        | Korlát           | 19,35     | 3.        | kiesett      | kiesett      |
| Kadzsijama Hirosi                                                                        | Nyújtó           | 19,25     | 9.        | kiesett      | kiesett      |
| Kadzsijama Hirosi                                                                        | Gyűrű            | 19,10     | 12.       | kiesett      | kiesett      |
| Kadzsijama Hirosi                                                                        | Lólengés         | 19,25     | 7.        | kiesett      | kiesett      |
| Kadzsijama Hirosi                                                                        | Egyéni összetett | 115,25    | 5.        | 115,425      | 5.           |
| Kató Szavao                                                                              | Talaj            | 19,20     | 5.        | 19,250       | 5.           |
| Kató Szavao                                                                              | Ugrás            | 19,10     | 7.        | kiesett      | kiesett      |
| Kató Szavao                                                                              | Korlát           | 19,55     | 1.        | 19,675       |              |
| Kató Szavao                                                                              | Nyújtó           | 19,40     | 4.        | kiesett      | kiesett      |
| Kató Szavao                                                                              | Gyűrű            | 19,25     | 7.        | 19,125       | 6.           |
| Kató Szavao                                                                              | Lólengés         | 19,40     | 5.        | 19,400       | 5.           |
| Kató Szavao                                                                              | Egyéni összetett | 115,90    | 2.        | 115,650      |              |
| Kenmocu Eizó                                                                             | Talaj            | 19,10     | 7.        | 19,100       | 6.           |
| Kenmocu Eizó                                                                             | Ugrás            | 19,00     | 15.       | kiesett      | kiesett      |
| Kenmocu Eizó                                                                             | Korlát           | 18,75     | 17.       | kiesett      | kiesett      |
| Kenmocu Eizó                                                                             | Nyújtó           | 19,50     | 2.        | 19,500       |              |
| Kenmocu Eizó                                                                             | Gyűrű            | 19,25     | 7.        | visszalépett | visszalépett |
| Kenmocu Eizó                                                                             | Lólengés         | 19,55     | 2.        | 19,575       |              |
| Kenmocu Eizó                                                                             | Egyéni összetett | 115,15    | 6.*       | kiesett      | kiesett      |
| Cukahara Micuo Fudzsimoto Sun Igarasi Hiszato Kadzsijama Hirosi Kató Szavao Kenmocu Eizó | Csapat összetett |           |           | 576,85       |              |

Női
| Versenyző                                                                                         | Versenyszám      | Selejtező | Selejtező | Döntő    | Döntő    |
| Versenyző                                                                                         | Versenyszám      | Pontszám  | Helyezés  | Pontszám | Helyezés |
| ------------------------------------------------------------------------------------------------- | ---------------- | --------- | --------- | -------- | -------- |
| Jamazaki Nobue                                                                                    | Talaj            | 18,50     | 54.       | kiesett  | kiesett  |
| Jamazaki Nobue                                                                                    | Ugrás            | 18,70     | 34.       | kiesett  | kiesett  |
| Jamazaki Nobue                                                                                    | Felemás korlát   | 18,50     | 58.       | kiesett  | kiesett  |
| Jamazaki Nobue                                                                                    | Gerenda          | 18,15     | 45.       | kiesett  | kiesett  |
| Jamazaki Nobue                                                                                    | Egyéni összetett | 73,85     | 50.       | 73,925   | 34.      |
| Kikkava Csieko                                                                                    | Talaj            | 18,70     | 44.       | kiesett  | kiesett  |
| Kikkava Csieko                                                                                    | Ugrás            | 18,85     | 28.       | kiesett  | kiesett  |
| Kikkava Csieko                                                                                    | Felemás korlát   | 18,50     | 58.       | kiesett  | kiesett  |
| Kikkava Csieko                                                                                    | Gerenda          | 17,60     | 68.       | kiesett  | kiesett  |
| Kikkava Csieko                                                                                    | Egyéni összetett | 73,65     | 53.*      | kiesett  | kiesett  |
| Mano Kjóko                                                                                        | Talaj            | 18,40     | 62.       | kiesett  | kiesett  |
| Mano Kjóko                                                                                        | Ugrás            | 18,45     | 53.       | kiesett  | kiesett  |
| Mano Kjóko                                                                                        | Felemás korlát   | 18,15     | 73.       | kiesett  | kiesett  |
| Mano Kjóko                                                                                        | Gerenda          | 17,80     | 58.       | kiesett  | kiesett  |
| Mano Kjóko                                                                                        | Egyéni összetett | 72,80     | 65.       | kiesett  | kiesett  |
| Macuhisza-Hironaka Mijuki                                                                         | Talaj            | 18,75     | 37.       | kiesett  | kiesett  |
| Macuhisza-Hironaka Mijuki                                                                         | Ugrás            | 18,90     | 25.       | kiesett  | kiesett  |
| Macuhisza-Hironaka Mijuki                                                                         | Felemás korlát   | 18,85     | 41.       | kiesett  | kiesett  |
| Macuhisza-Hironaka Mijuki                                                                         | Gerenda          | 18,50     | 25.       | kiesett  | kiesett  |
| Macuhisza-Hironaka Mijuki                                                                         | Egyéni összetett | 75,00     | 32.       | 75,300   | 20.      |
| Nozava Szakiko                                                                                    | Talaj            | 19,00     | 19.       | kiesett  | kiesett  |
| Nozava Szakiko                                                                                    | Ugrás            | 18,30     | 66.       | kiesett  | kiesett  |
| Nozava Szakiko                                                                                    | Felemás korlát   | 18,40     | 63.       | kiesett  | kiesett  |
| Nozava Szakiko                                                                                    | Gerenda          | 17,75     | 62.       | kiesett  | kiesett  |
| Nozava Szakiko                                                                                    | Egyéni összetett | 73,45     | 57.*      | kiesett  | kiesett  |
| Okazaki Szatoko                                                                                   | Talaj            | 18,85     | 30.       | kiesett  | kiesett  |
| Okazaki Szatoko                                                                                   | Ugrás            | 18,80     | 31.       | kiesett  | kiesett  |
| Okazaki Szatoko                                                                                   | Felemás korlát   | 19,25     | 22.       | kiesett  | kiesett  |
| Okazaki Szatoko                                                                                   | Gerenda          | 18,40     | 33.       | kiesett  | kiesett  |
| Okazaki Szatoko                                                                                   | Egyéni összetett | 75,30     | 26.       | 74,450   | 30.      |
| Jamazaki Nobue Kikkava Csieko Mano Kjóko Macuhisza-Hironaka Mijuki Nozava Szakiko Okazaki Szatoko | Csapat összetett |           |           | 372,10   | 8.       |

* - egy másik versenyzővel azonos eredményt ért el

## Úszás
Férfi
| Versenyző                                                    | Versenyszám            | Előfutam | Előfutam | Előfutam | Elődöntő | Elődöntő | Elődöntő | Döntő   | Döntő    |
| Versenyző                                                    | Versenyszám            | Idő      | Hely.    | Össz.    | Idő      | Hely.    | Össz.    | Idő     | Helyezés |
| ------------------------------------------------------------ | ---------------------- | -------- | -------- | -------- | -------- | -------- | -------- | ------- | -------- |
| Higucsi Kózó                                                 | 100 m gyors            | 54,67    | 7.       | 34.      | kiesett  | kiesett  | kiesett  | kiesett | kiesett  |
| Janagidate Cujosi                                            | 200 m gyors            | 1:58,04  | 5.       | 34.      |          |          |          | kiesett | kiesett  |
| Janagidate Cujosi                                            | 400 m vegyes           | 4:39,27  | 3.       | 16.      |          |          |          | kiesett | kiesett  |
| Honda Tadasi                                                 | 100 m hát              | 1:01,00  | 5.       | 28.      | kiesett  | kiesett  | kiesett  | kiesett | kiesett  |
| Sinja Tateki                                                 | 100 m mell             | 1:07,59  | 4.       | 20.      | kiesett  | kiesett  | kiesett  | kiesett | kiesett  |
| Sinja Tateki                                                 | 200 m mell             | 2:26,16  | 5.       | 19.      |          |          |          | kiesett | kiesett  |
| Tagucsi Nobutaka                                             | 200 m mell             | 2:24,12  | 3.       | 12.      |          |          |          | kiesett | kiesett  |
| Tagucsi Nobutaka                                             | 100 m mell             | 1:04,65  | 2.       | 2.       | 1:05,69  | 6.       | 12.      | kiesett | kiesett  |
| Hara Hideaki                                                 | 100 m pillangó         | 56,57    | 3.       | 9.       | 56,52    | 5.       | 9.*      | 56,34   | 7.       |
| Hara Hideaki                                                 | 200 m pillangó         | 2:04,68  | 3.       | 15.      |          |          |          | kiesett | kiesett  |
| Kajama Sinszuke                                              | 200 m pillangó         | 2:07,46  | 4.       | 26.      |          |          |          | kiesett | kiesett  |
| Kajama Sinszuke                                              | 100 m pillangó         | 58,55    | 6.       | 32.      | kiesett  | kiesett  | kiesett  | kiesett | kiesett  |
| Honda Tadasi Tagucsi Nobutaka Hara Hideaki Janagidate Cujosi | 4 × 100 m vegyes váltó | 3:56,18  | 4.       | 7.       |          |          |          | 3:54,74 | 8.       |

Női
| Versenyző                                                      | Versenyszám            | Előfutam | Előfutam | Előfutam | Elődöntő | Elődöntő | Elődöntő | Döntő   | Döntő    |
| Versenyző                                                      | Versenyszám            | Idő      | Hely.    | Össz.    | Idő      | Hely.    | Össz.    | Idő     | Helyezés |
| -------------------------------------------------------------- | ---------------------- | -------- | -------- | -------- | -------- | -------- | -------- | ------- | -------- |
| Jamazaki Szacsiko                                              | 100 m gyors            | 1:00,43  | 3.       | 25.      | kiesett  | kiesett  | kiesett  | kiesett | kiesett  |
| Miura Naoko                                                    | 100 m hát              | 1:08,31  | 6.       | 27.      | kiesett  | kiesett  | kiesett  | kiesett | kiesett  |
| Miura Naoko                                                    | 200 m hát              | 2:22,28  | 4.       | 14.      |          |          |          | kiesett | kiesett  |
| Nisigava Josimi                                                | 200 m hát              | 2:23,49  | 6.       | 17.      |          |          |          | kiesett | kiesett  |
| Nisigava Josimi                                                | 100 m hát              | 1:05,78  | 4.       | 13.      | 1:06,46  | 8.       | 15.      | kiesett | kiesett  |
| Haruoka Tosiko                                                 | 100 m mell             | 1:16,31  | 4.       | 18.      | kiesett  | kiesett  | kiesett  | kiesett | kiesett  |
| Haruoka Tosiko                                                 | 200 m mell             | 2:44,11  | 4.       | 22.      |          |          |          | kiesett | kiesett  |
| Mori Csiharu                                                   | 200 m mell             | 2:46,04  | 7.       | 28.      |          |          |          | kiesett | kiesett  |
| Inaba Kazujo                                                   | 200 m mell             | 2:44,08  | 7.       | 21.      |          |          |          | kiesett | kiesett  |
| Inaba Kazujo                                                   | 100 m mell             | 1:17,20  | 5.       | 23.      | kiesett  | kiesett  | kiesett  | kiesett | kiesett  |
| Banno Kuniko                                                   | 100 m pillangó         | 1:03,66  | 3.       | 12.      | 1:04,21  | 8.       | 16.      | kiesett | kiesett  |
| Banno Kuniko                                                   | 200 m pillangó         | 2:21,68  | 4.       | 19.      |          |          |          | kiesett | kiesett  |
| Hacuda Jaszue                                                  | 200 m pillangó         | 2:18,03  | 4.       | 14.      |          |          |          | kiesett | kiesett  |
| Hacuda Jaszue                                                  | 100 m pillangó         | 1:03,32  | 2.       | 11.      | 1:03,33  | 7.       | 13.      | kiesett | kiesett  |
| Nisigava Josimi Haruoka Tosiko Hacuda Jaszue Jamazaki Szacsiko | 4 × 100 m vegyes váltó | 4:25,81  | 3.       | 7.       |          |          |          | 4:23,47 | 7.       |

* - a nyugatnémet Klaus Steinbach visszalépése miatt indulhatott a döntőben

## Vitorlázás
Nyílt
| Versenyző                     | Versenyszám     | Futam  | Futam | Futam | Futam | Futam  | Futam | Futam | Pontszám | Helyezés |
| Versenyző                     | Versenyszám     | 1      | 2     | 3     | 4     | 5      | 6     | 7     | Pontszám | Helyezés |
| ----------------------------- | --------------- | ------ | ----- | ----- | ----- | ------ | ----- | ----- | -------- | -------- |
| Hirozava Takaharu             | Finn dingi      | (31,0) | 22,0  | 22,0  | 15,0  | 22,0   | 26,0  | 26,0  | 133,0    | 21.      |
| Komacu Kazunori Kuroda Micusi | 470-es osztály  | (20,0) | 16,0  | 18,0  | 17,0  | 14,0   | 19,0  | 11,7  | 95,7     | 10.      |
| Hanaoka Kazuo Horiucsi Takumi | Repülő hollandi | 20,0   | 24,0  | 16,0  | 23,0  | (25,0) | 25,0  | 24,0  | 132,0    | 18.      |

## Vívás
Férfi
| Versenyző                                                   | Versenyszám | Selejtező | Selejtező | Selejtező | Selejtező | Selejtező         | Selejtező | Főtábla           | Főtábla           | Vigaszág          | Vigaszág          | Vigaszág          | Döntő             | Döntő   | Helyezés |
| Versenyző                                                   | Versenyszám | 1. kör | 1. kör    | 2. kör | 2. kör    | 3. kör            | 3. kör    | 1. kör            | 2. kör            | 1. kör            | 2. kör            | 3. kör            | Döntő             | Döntő   | Helyezés |
| Versenyző                                                   | Versenyszám | Ellenfél Eredmény | Hely.     | Ellenfél Eredmény | Hely.     | Ellenfél Eredmény | Hely.     | Ellenfél Eredmény | Ellenfél Eredmény | Ellenfél Eredmény | Ellenfél Eredmény | Ellenfél Eredmény | Ellenfél Eredmény | Hely.   | Helyezés |
| ----------------------------------------------------------- | ----------- | --- | --------- | --- | --------- | ----------------- | --------- | ----------------- | ----------------- | ----------------- | ----------------- | ----------------- | ----------------- | ------- | -------- |
| Kavacu Maszanori                                            | Tőr, egyéni | H. csoport · Matthias Behr (FRG) · 3-5 · Ed Ballinger (USA) · 5-3 · Ahmed Akbari (IRI) · 5-0 · Jaroslav Jurka (TCH) · 5-2 · Omar Vergara (ARG) · 5-1                 | 1.        | F. csoport · Aljakszandr Ramanykov (URS) · 1-5 · Greg Benko (AUS) · 1-5 · Jorge Garbey (CUB) · 4-5 · Marek Dąbrowski (POL) · 5-4 · Barry Paul (GBR) · 5-4      | 5.        | kiesett           | kiesett   | kiesett           | kiesett           | kiesett           | kiesett           | kiesett           | kiesett           | kiesett | 29.      |
| Szató Norijuki                                              | Tőr, egyéni | C. csoport · Vlagyimir Gyenyiszov (URS) · 3-5 · Marek Dąbrowski (POL) · 5-3 · Kamuti Jenő (HUN) · 5-1 · José Samalot (PUR) · 5-4 · Marty Lang (USA) · 0-5            | 2.        | E. csoport · Bernard Talvard (FRA) · 3-5 · Ziemek Wojciechowski (POL) · 4-5 · Enrique Salvat (CUB) · 3-5 · Graham Paul (GBR) · 4-5 · Carlo Montano (ITA) · 5-4 | 6.        | kiesett           | kiesett   | kiesett           | kiesett           | kiesett           | kiesett           | kiesett           | kiesett           | kiesett | 30.      |
| Dzsingú Tosio                                               | Tőr, egyéni | G. csoport · Aljakszandr Ramanykov (URS) · 2-5 · Ziemek Wojciechowski (POL) · 2-5 · Hossein Niknam (IRI) · 5-0 · Tudor Petruş (ROU) · 5-2 · Lehel Fekete (CAN) · 5-1 | 3.        | C. csoport · Frédéric Pietruszka (FRA) · 1-5 · Fabio Dal Zotto (ITA) · 1-5 · Matthias Behr (FRG) · 1-5 · Ed Donofrio (USA) · 1-5 · Somodi Lajos (HUN) · 3-5    | 6.        | kiesett           | kiesett   | kiesett           | kiesett           | kiesett           | kiesett           | kiesett           | kiesett           | kiesett | 36.      |
| Kamei Hideaki Kavacu Maszanori Szató Norijuki Dzsingú Tosio | Tőr, csapat | c. csoport · Olaszország (ITA) · 4-12 · NSZK (FRG) · 5-11 · Kuvait (KUW) · 16-0                                                                                      | 3.        | |           |                   |           | kiesett           | kiesett           |                   |                   |                   | kiesett           | kiesett | 9.       |

Női
| Versenyző                                                  | Versenyszám | Selejtező | Selejtező | Selejtező | Selejtező | Selejtező         | Selejtező | Főtábla           | Főtábla           | Vigaszág          | Vigaszág          | Vigaszág          | Döntő csoport     | Döntő csoport | Helyezés |
| Versenyző                                                  | Versenyszám | 1. kör | 1. kör    | 2. kör | 2. kör    | 3. kör            | 3. kör    | 1. kör            | 2. kör            | 1. kör            | 2. kör            | 3. kör            | Döntő csoport     | Döntő csoport | Helyezés |
| Versenyző                                                  | Versenyszám | Ellenfél Eredmény | Hely.     | Ellenfél Eredmény | Hely.     | Ellenfél Eredmény | Hely.     | Ellenfél Eredmény | Ellenfél Eredmény | Ellenfél Eredmény | Ellenfél Eredmény | Ellenfél Eredmény | Ellenfél Eredmény | Hely.         | Helyezés |
| ---------------------------------------------------------- | ----------- | --- | --------- | --- | --------- | ----------------- | --------- | ----------------- | ----------------- | ----------------- | ----------------- | ----------------- | ----------------- | ------------- | -------- |
| Oka Hideko                                                 | Tőr, egyéni | G. csoport · Brigitte Gapais-Dumont (FRA) · 1-5 · Carola Mangiarotti (ITA) · 3-5 · Rejtő Ildikó (HUN) · 5-3 · Sheila Armstrong (USA) · 5-3 · Gitty Moheban (IRI) · 5-3 | 3.        | F. csoport · Maria Consolata Collino (ITA) · 0-5 · Micheline Borghs (BEL) · 0-5 · Clare Henley-Halsted (GBR) · 3-5 · Rejtő Ildikó (HUN) · 1-5 · Brigitte Latrille (FRA) · 5-2 | 6.        | kiesett           | kiesett   | kiesett           | kiesett           | kiesett           | kiesett           | kiesett           | kiesett           | kiesett       | 33.      |
| Kadzsihara Jukari                                          | Tőr, egyéni | A. csoport · Stahl Jencsik Katalin (ROU) · 1-5 · Claudette Herbster-Josland (FRA) · 1-5 · Helen Smith (AUS) · 4-5 · Krystyna Machnicka-Urbańska (POL) · 5-4            | 5.        | kiesett | kiesett   | kiesett           | kiesett   | kiesett           | kiesett           | kiesett           | kiesett           | kiesett           | kiesett           | kiesett       | 40.      |
| Josikava Mariko                                            | Tőr, egyéni | D. csoport · Giulia Lorenzoni (ITA) · 1-5 · Valentyina Szidorova (URS) · 2-5 · Donna Hennyey (CAN) · 3-5 · Ute Kircheis-Wessel (FRG) · 0-5                             | 5.        | kiesett | kiesett   | kiesett           | kiesett   | kiesett           | kiesett           | kiesett           | kiesett           | kiesett           | kiesett           | kiesett       | 46.      |
| Hideko Oka Kamada Hiroko Kadzsihara Jukari Josikava Mariko | Tőr, csapat | C. csoport · NSZK (FRG) · 6-10 · Magyarország (HUN) · 4-12 | 3.        | |           |                   |           | kiesett           | kiesett           |                   |                   |                   | kiesett           | kiesett       | 9.       |